# Sebadelhe
Sebadelhe é uma povoação portuguesa sede da Freguesia de Sebadelhe do Município de Vila Nova de Foz Côa, freguesia com 7,80 km² de área e 215 habitantes (censo de 2021), tendo, por isso, uma densidade populacional de 27,6 hab./km².

## Demografia
A população registada nos censos foi:
| Distribuição da População por Grupos Etários | Distribuição da População por Grupos Etários | Distribuição da População por Grupos Etários | Distribuição da População por Grupos Etários | Distribuição da População por Grupos Etários |
| -------------------------------------------- | -------------------------------------------- | -------------------------------------------- | -------------------------------------------- | -------------------------------------------- |
| Ano                                          | 0-14 Anos                                    | 15-24 Anos                                   | 25-64 Anos                                   | > 65 Anos                                    |
| 2001                                         | 23                                           | 40                                           | 157                                          | 97                                           |
| 2011                                         | 23                                           | 23                                           | 135                                          | 84                                           |
| 2021                                         | 15                                           | 14                                           | 93                                           | 93                                           |

## Património
- Igreja de Sebadelhe da Serra
- Capela de Nossa Senhora da Piedade
- Capela do Santo Mártir
- Residência de João Marçal

## Política

### Eleições autárquicas

#### Assembleia de Freguesia
| Data | %       | D       | %      | D      | %              | D            | %              | D   | %              | D      | %              | D   | %   | D   | %  | D  | %  | D  | Participação |                |
| Data | PPD/PSD | PPD/PSD | CDS-PP | CDS-PP | FEPU/APU/CDU   | FEPU/APU/CDU | PPM            | PPM | AD             | AD     | PRD            | PRD | GCE | GCE | PS | PS | NC | NC | Participação |                |
| ---- | ------- | ------- | ------ | ------ | -------------- | ------------ | -------------- | --- | -------------- | ------ | -------------- | --- | --- | --- | -- | -- | -- | -- | ------------ | -------------- |
| Data | 1976    | 43,44   | 3      | 27,46  | 2              | 25,82        | 2              |     |                |        |                |     |     |     |    |    |    |    |              | 74,85 / 100,00 |
| 1979 | AD      | AD      | AD     | AD     |                |              | AD             | AD  | 85,07          | 9      | 86,17 / 100,00 |     |     |     |    |    |    |    |              |                |
| 1980 |         |         |        |        |                |              |                |     |                |        |                |     |     |     |    |    |    |    |              |                |
| 1982 | 34,38   | 3       | 17,86  | 2      | 41,07          | 4            |                |     | 71,79 / 100,00 |        |                |     |     |     |    |    |    |    |              |                |
| 1985 | 31,82   | 2       |        |        |                |              | 61,57          | 5   | 74,01 / 100,00 |        |                |     |     |     |    |    |    |    |              |                |
| 1989 | 43,33   | 3       |        |        | 54,58          | 5            | 69,36 / 100,00 |     |                |        |                |     |     |     |    |    |    |    |              |                |
| 1993 | 55,60   | 4       | 28,57  | 2      |                |              | 12,36          | 1   | 72,96 / 100,00 |        |                |     |     |     |    |    |    |    |              |                |
| 1997 | 54,01   | 4       |        |        | 38,32          | 3            | 74,46 / 100,00 |     |                |        |                |     |     |     |    |    |    |    |              |                |
| 2001 | 48,93   | 4       | 48,57  | 3      | 80,46 / 100,00 |              |                |     |                |        |                |     |     |     |    |    |    |    |              |                |
| 2005 | 40,36   | 3       | 57,50  | 4      | 79,32 / 100,00 |              |                |     |                |        |                |     |     |     |    |    |    |    |              |                |
| 2009 | 36,60   | 3       | 57,36  | 4      | 74,65 / 100,00 |              |                |     |                |        |                |     |     |     |    |    |    |    |              |                |
| 2013 | 47,64   | 3       | 49,53  | 4      | 65,03 / 100,00 |              |                |     |                |        |                |     |     |     |    |    |    |    |              |                |
| 2017 | 34,10   | 3       | 5,99   | —      | CDS-PP         | CDS-PP       | 56,22          | 4   | CDS-PP         | CDS-PP | 72,33 / 100,00 |     |     |     |    |    |    |    |              |                |
| 2021 | 27,32   | 2       |        |        |                |              | 68,85          | 5   |                |        | 70,38 / 100,00 |     |     |     |    |    |    |    |              |                |